# Raymond Aubrac

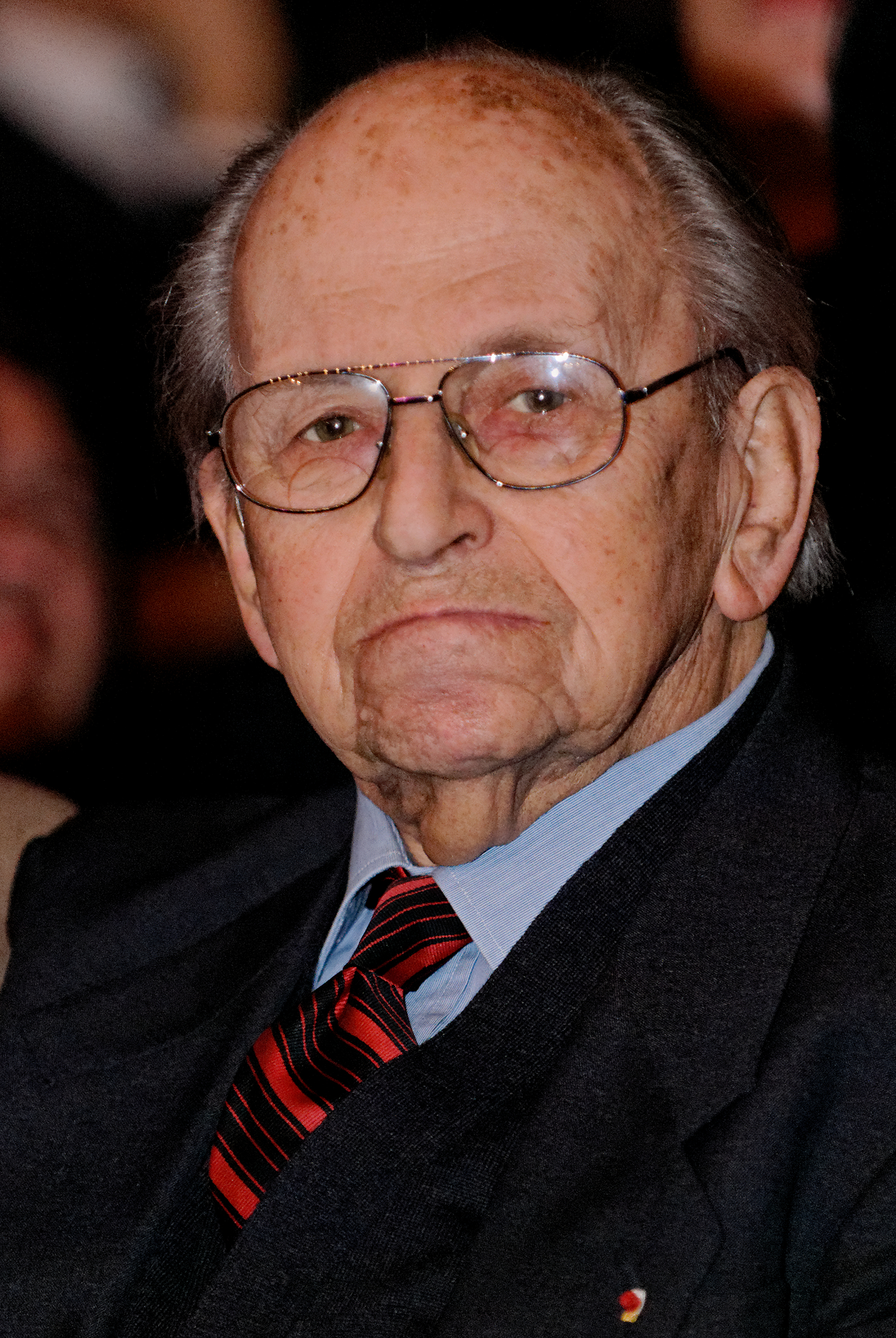
Raymond Aubrac (Februar 2008)

Raymond Aubrac (* 31. Juli 1914 in Lyon; † 10. April 2012 in Paris) war ein französischer Bauingenieur und führendes Mitglied der Résistance.

## Leben
Aubrac wurde als Kind jüdischer Eltern unter dem Namen Raymond Samuel geboren. Nach seinem Studium arbeitete er in Straßburg als Bauingenieur. 1939 heiratete er Lucie Aubrac.
Nach der Niederlage 1940 gründete er zusammen mit seiner Frau die Résistance-Gruppe Libération Sud in Lyon. 1941 schloss sich diese Gruppe mit der von Emmanuel d’Astier de la Vigerie zusammen, um die Untergrundzeitung Libération zu gründen. 1943 folgte das Paar in die Armée secrète, die geheime Armee von Charles Delestraint. Aubracs jüdische Eltern wurden deportiert und starben im KZ Auschwitz. Raymond lebte unter den Decknamen Vallet, Ermelin und Balmont. Er stieg zum Armeechef auf, als Charles Delestraint am 9. Juni in Paris verhaftet wurde.
Am 15. März 1943 wurde Raymond Aubrac von der Milice française des Vichy-Regimes verhaftet und kurz darauf wieder freigelassen. Am 21. Juni verhaftete ihn die Gestapo erneut, dieses Mal zusammen mit Jean Moulin und sieben weiteren hochrangigen Résistance-Mitgliedern, in Caluire-et-Cuire am Rande Lyons. Aubrac wurde in das Fort Montluc verschleppt, von dem berüchtigten Gestapochef von Lyon, Klaus Barbie, gefoltert, verhört und zum Tode verurteilt. Am 21. Oktober 1943 befreiten Lucie und ihre Genossen Raymond zusammen mit dreizehn anderen Résistants. Weil sie verraten worden waren, flüchtete Lucie mit ihrem ersten Kind und Raymond im Februar 1944 nach London. Den Namen Aubrac behielt das Ehepaar danach bei, es war der letzte Deckname, den sie in Frankreich vor ihrer Flucht benutzt hatten.
Während der Befreiung Frankreichs berief General Charles de Gaulle Raymond Aubrac von 1944 bis 1945 zum Kommissar für Marseille. Bis 1948 arbeitete Aubrac im Ministerium für Wiederaufbau, wo er für die Minenräumung in ganz Frankreich und für Programme zur Nutzung ungenutzter Baugenehmigungen verantwortlich war.
Aubrac, der sich lebenslang der politischen Linken zuordnete und der Kommunistischen Partei nahestand, ohne Mitglied gewesen zu sein, gründete ein Studien- und Forschungsbüro für moderne Industrie. Er wurde außerdem als hoher Beamter der Ernährungs- und Landwirtschaftsorganisation (FAO) in Rom tätig. Seit März 2009 engagierte er sich auch für das neu gegründete Russell-Tribunal zur Palästinafrage.